# Frieira (Portugal)

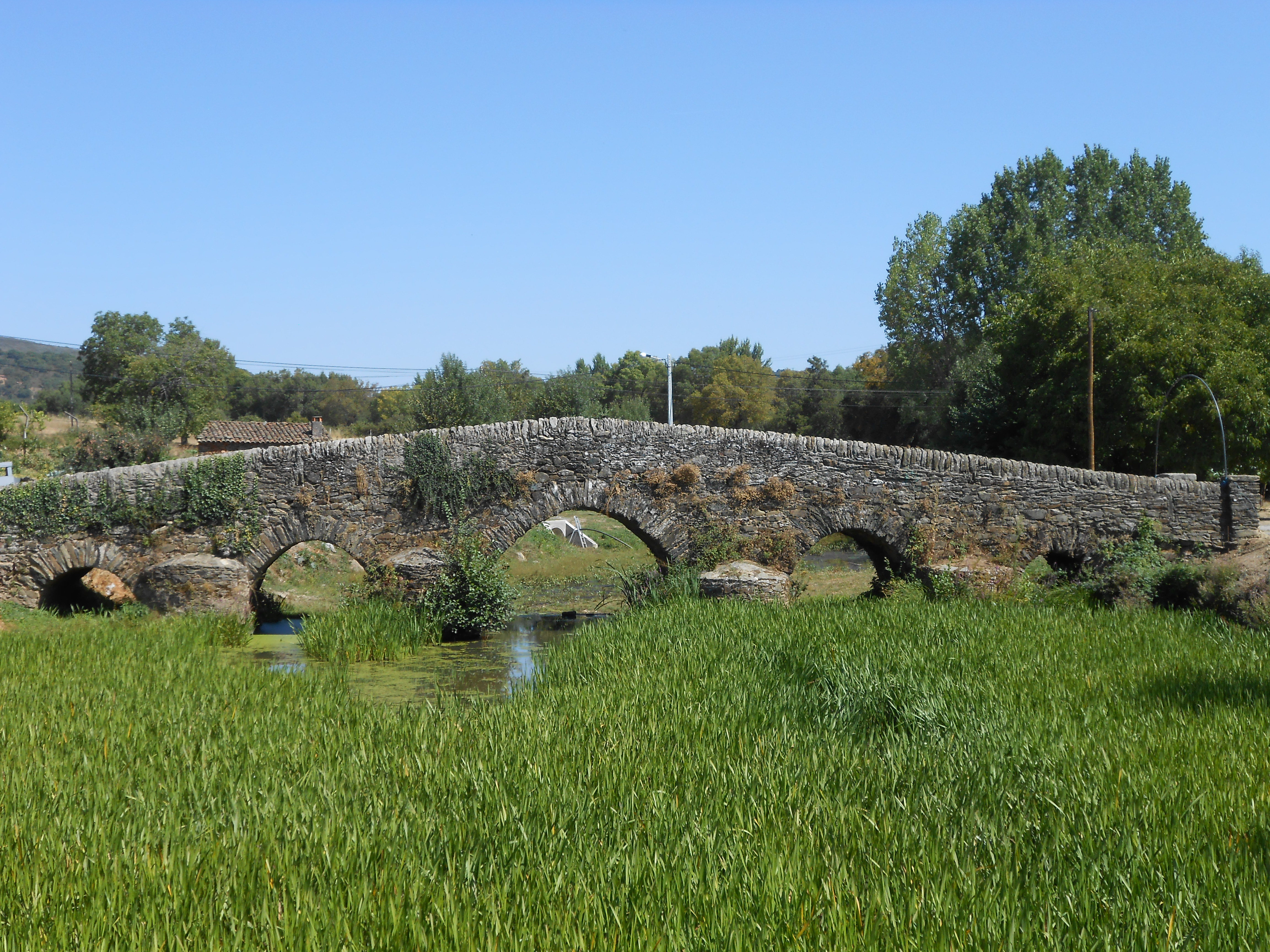
Ponte medieval de Frieira

Frieira é uma localidade do Município de Bragança. Foi vila sede de freguesia e de concelho extinto no início do liberalismo. A freguesia foi também extinta nessa ocasião e integrada na Freguesia de Macedo do Mato. Tinha, de acordo com o censo de 1801, apenas 77 habitantes.